# Sinobaatar
Sinobaatar è un genere di mammiferi estinti appartenenti all'ordine dei Multituberculata, famiglia Eobaataridae. I resti fossili provengono dal Cretaceo inferiore della Cina. Questi erbivori vissero durante l'era Mesozoica, conosciuta anche come "l'era dei dinosauri". Furono tra i rappresentanti più evoluti del sottordine informale dei "Plagiaulacida".

## Distribuzione
Cretaceo inferiore della Cina nordorientale, Provincia di Liaoning
(Formazioni Yixian, Shahai e Fuxin).

## Specie

### Sinobaatar lingyuanensis
(Kielan-Jaworowska, Cifelli, & Luo (2004). "Mammals from the age of dinosaurs : origins, evolution, and structure" p. 316-317)

### Sinobaatar xiei
Sinobaatar xiei è caratterizzato da un m1 con formula dei cuspidi 3:2 (labiale:linguale), P4 con formula 2:4, un P5 a forma di lama con tre cuspidi disposti anteroposteriormente, M1 con formula 4:4, e M2 con formula 3:4. I denti da P1 a P3 di S. xiei mancano di un "cingulum" (la cresta di smalto sulla corona dentale) posteriore. S. xiei possedeva la stessa taglia degli altri eobaataridi.

### Sinobaatar fuxinensis
Sinobaatar fuxinensis possiede un "cingulum" posteriore dei denti da P1 a P3 più distinto, e il suo M2 ha una formula dei cuspidi 3:3. S. fuxinensis è visibilmente più grande di S. xiei.
Un campione di S. fuxinensis indica che il ricambio dei denti negli eobaataridi avveniva nella tipica sequenza all'indietro vista nei multitubercolati del Cretaceo superiore e del Terziario.

## Etimologia
Il nome "Sinobaatar" (dal latino "Sinus" = Cina e dal Mongolo "baatar"= eroe) letteralmente significa "eroe cinese".

## Tassonomia
Sottoclasse †Allotheria Marsh, 1880

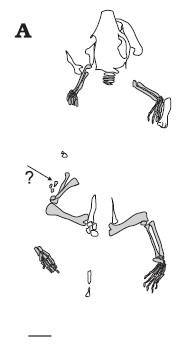
Raffigurazione dello scheletro di Sinobaatar

- Ordine †Multituberculata Cope, 1884:
  - Sottordine †Plagiaulacida Simpson, 1925
    - Ramo Plagiaulacidae
      - Famiglia †Eobaataridae Kielan-Jaworowska, Dashzeveg & Trofimov, 1987
        - Genere †Eobaatar Kielan-Jaworowska, Dashzeveg & Trofimov, 1987
          - Specie †E. magnus Kielan-Jaworowska, Dashzeveg & Trofimov, 1987
          - Specie †E. minor Kielan-Jaworowska, Dashzeveg & Trofimov, 1987
          - Specie †E. hispanicus Hahn & Hahn, 1992
          - Specie †E. pajaronensis Hahn & Hahn, 2001
          - Specie †E. clemensi Sweetman, 2009

        - Genere †Loxaulax Simpson, 1928
          - Specie †L. valdensis Simpson, 1928

        - Genere †Monobaatar Kielan-Jaworowska, Dashzeveg & Trofimov, 1987
          - Specie †M. mimicus Kielan-Jaworowska, Dashzeveg & Trofimov, 1987

        - Genere †Parendotherium Crusafont Pairó & Adrover, 1966
          - Specie †P. herreroi Crusafont Pairó & Adrover, 1966

        - Genere †Sinobaatar Hu & Wang, 2002
          - Specie †S. lingyuanensis Hu & Wang, 2002
          - Specie †S. xiei Kusuhashi et al., 2009
          - Specie †S. fuxinensis Kusuhashi et al., 2009

        - Genere †Heishanobaatar Kusuhashi et al., 2010
          - Specie †H. triangulus Kusuhashi et al., 2010

        - Genere †Liaobaatar Kusuhashi et al., 2009
          - Specie †L. changi Kusuhashi et al., 2009

        - Genere †Hakusanobaatar Kusuhashi et al., 2008
          - Specie †H. matsuoi Kusuhashi et al., 2008

        - Genere †Tedoribaatar Kusuhashi et al., 2008
          - Specie †T. reini Kusuhashi et al., 2008